# Сітчастий пігментний розлад, пов'язаний з X-хромосомою

Сітчастий пігментний розлад, зщеплений з X-хромосомою (XLPDR)

Сітчастий пігментний синдром, пов'язаний з X-хромосомою (англ. X-linked reticulate pigmentary disorder, XLPDR, OMIM 301220) — рідкісне спадкове імунологічне захворювання, пов'язане з Х-хромосомою (клінічні ознаки розвиваються тільки у хлопчиків; дівчата є носіями мутації але без системних маніфестацій). Вперше описано канадським лікарем Паркінгсоном. XLPDR характеризується рецидивуючими інфекціями легень і стерильним запаленням у кишково-шлунковому тракті, нирках та рогівки ока. Дифузна гіперпігментація та суха шкіра з характерним сітчастим малюнком з'являються в перші місяці життя внаслідок опромінення сонячним світлом. Крім того, у більшості хворих розвивається гіпогідроз, або дефіцит потових залоз, що приводить до порушень терморегуляції. Цікаво, що внаслідок дефекту потових залоз пацієнти отримують негативний результат тесту на концентрацію хлору у потовій рідині, — типовий тест для муковісцидозу. Внаслідок неуважності лікарів більше ніж половина хворих на XLPDR у своєму житті отримували діагноз «атиповий муковісцидоз».

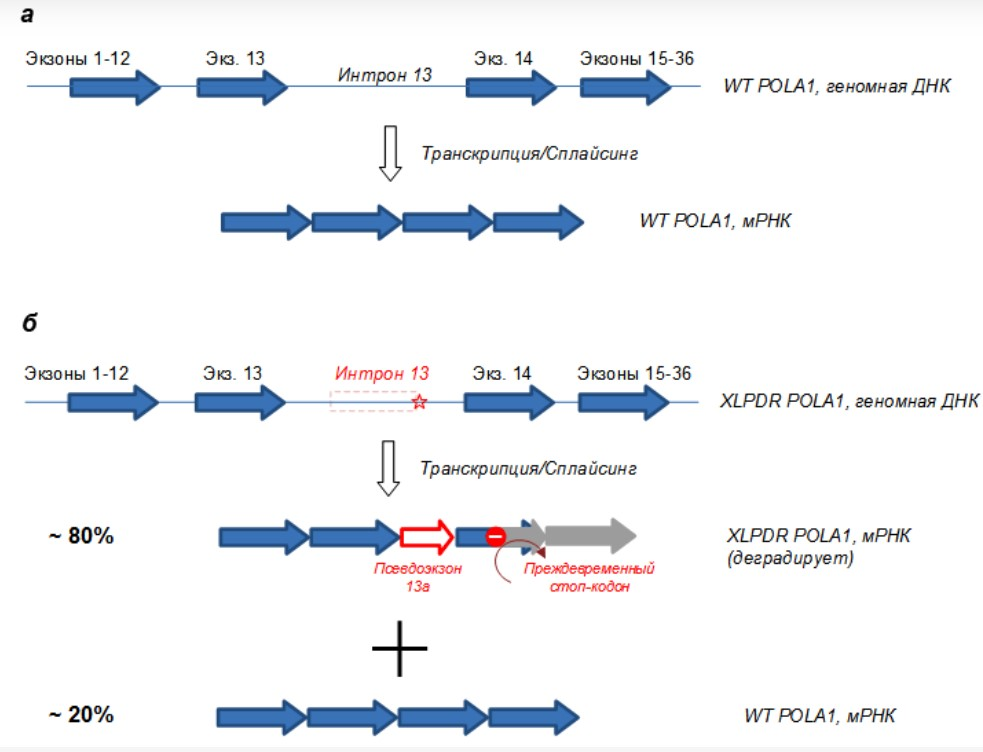
Схема гена POLA1 і мРНК сплайсингу при XLPDR синдромі

XLPDR розвивається внаслідок інтронної мутації у гені POLA1, що кодує каталітичну субодиницю ДНК-полімерази-α. Внаслідок міс-сплайсингу експресія POLA1 знижена майже удвічі у XLPDR. Дефіцит POLA1 активує імунну відповідь у клітинах та органах, активуючи спонтанну експрессію інтерферону І-го типу. Вважається що спонтанна оверекспрессія інтерферонів лежить в основі стерильні запалення органів та аутоіммунних маніфестацій синдрому. Тому за механізмом патофізіологіі XLPDR належить до родини хвороб під назвою «інтерферонопатія І-го типу», разом з хронічним запаленням кишківника, хворобою Крона, системним червоним вовчаком, синдромом Акарді — Гутьєра та десятками інших аутоімунних захворювань.
Рецидивуючі легеневі інфекції пов'язані з іншою патофізіологією XLPDR — функціональною дисфункцією природних кілерів (NK cell). Дефіцит POLA1 у NK-клітинах викликає порушення транспортування літичних везікул, і як результат знижену літичну активність. Цікаво, що крім популяції NK-клітин решта клітин крові (лейкоцити, лімфоцити, еритроцити, тромбоцити, макрофаги, тощо) не маніфестують жодних відхилень. Також встановлено що рівень POLA1 дефіциту у XLPDR не викликає геномних порушень.
Дослідженням даної хвороби займається група науковців під керівництвом Петра Старокадомського (українця за походженням).